# Federico Claussen
Federico Wilhelm Eusebio Claussen (* 14. August 1865 in Mexiko-Stadt; † 17. Mai 1940 in Bremerhaven) war ein deutscher Ingenieur und Politiker.

## Leben
Nach dem Besuchs des Realgymnasiums in Flensburg nahm Claussen 1884 ein Studium des Bauingenieurwesens an der Technischen Hochschule Hannover auf, das er 1889 mit Diplom abschloss.
Von 1889 bis 1890 arbeitete er als Ingenieur für die Reichsbahndirektion Hannover. Anschließend war er für die Baubehörde in Gießen tätig. Ab 1892 war er Abteilungsingenieur bei der Abteilung Wegbau der bremischen Baudeputation. Von 1894 bis 1987 war er Sektionsingenieur, von 1897 bis 1890 Abteilungsingenieur und von 1900 bis 1903 Baumeister bei der Hafenbauinspektion in Bremerhaven. Es folgte die Versetzung zur Deputation für die Unterweserkorrektion 1903. 1904 wurde er zum Bauinspektor ernannt und es wurden ihm die Geschäfte des Bauleiters der Unterweserkorrektion übertragen. Ab 1905 leitete er die Bauinspektion für die Hafenerweiterungen in Bremerhaven. 1908 wurde ihm der Titel Baurat verliehen und 1912 die Amtsbezeichnung Staatsbaurat. Infolge der Vereinigung der Hafenbauinspektion und der Bauinspektion für die Hafenerweiterungen zum Hafenbauamt Bremerhaven 1912 wurde Claussen dessen Vorstand. Ab 1920 war er Hafenbaudirektor, bis er 1930 in den Ruhestand trat.
Von 1912 bis 1918 war er Mitglied der Bremischen Bürgerschaft.